# Playa San Vicente
Playa San Vicente es una localidad pesquera del estado mexicano de Oaxaca, perteneciente al municipio de Heroica Ciudad de Juchitán de Zaragoza en el Istmo de Tehuantepec.
Playa San Vicente se encuentra localizada en las coordenadas 16°22′17″N 94°57′39″O / 16.37139, -94.96083 y a una altitud de 2 metros sobre el nivel en la costa de la Laguna Superior, una de las dos lagunas costeras que prolongan el Golfo de Tehuantepec en la zona del Istmo en Oaxaca a una distancia de unos 9 kilómetros al sureste de la cabecera municipal, Juchitán de Zaragoza, con la que se comunica mediante un camino de terraceria. Tiene la categoría de agencia municipal del municipio de Juchitán. Es una comunidad dedicada fundamentalmente a la pesca, que de acuerdo con el Conteo de Población y Vivienda realizado en 2005 por el Instituto Nacional de Estadística y Geografía cuenta con 81 habitantes, de los cuales 42 son hombres y 39 mujeres.
En julio de 2010 la comunidad sufrió una inundación por la subida de nivel de las aguas de la Laguna Superior, causada por las continuas lluvias y la obstrucción de la bocabarra de San Francisco del Mar.